# Васкес, Игнасио (футболист, 2006)
Игна́сио Анто́нио Ва́скес Гонса́лес (исп. Ignacio Antonio Vásquez González; род. 22 мая 2006, Сан-Бернардо, Сантьяго) — чилийский футболист, вингер клуба «Универсидад де Чили».

## Клубная карьера
Васкес — воспитанник клубов «Кобресаль» и «Универсидад де Чили». 28 июня 2024 года в поединке Кубка Чили против «Сан-Антонио Унидо» Игнасио дебютировал за основной состав последних. 21 июля в матче против «Кобресаль» он дебютировал в чилийской Примере. 24 августа в поединке против «Кобрелоа» Игнасио забил свой первый гол за «Универсидад де Чили». В своём дебютном сезоне игрок помог клубу завоевать национальный кубок.

## Международная карьера
В 2023 году в составе юношеской сборной Чили Васкес принял участие в юношеском чемпионате Южной Америки в Эквадоре. На турнире сыграл в матчах против команд Бразилии, Уругвая, Колумбии, Аргентины, Венесуэлы, Парагвая и дважды Эквадора.
В 2025 году Васкес в составе молодёжной сборной Чили во второй раз принял участие в молодёжном чемпионате Южной Америки в Венесуэле.

## Достижения
Клубные
 «Универсидад де Чили»
- Обладатель Кубка Чили — 2024